# Malthinus
Malthinus es un género de insectos coleópteros polífagos de la familia Cantharidae. Es originaria de Eurasia.

## Especies
Contiene las siguientes especies:
- Malthinus aetolicus Wittmer, 1974
- Malthinus alemdagensis
- Malthinus aliceae
- Malthinus anatolicus
- Malthinus angulatus
- Malthinus armipes Kiesenwetter, 1871
- Malthinus artvinensis
- Malthinus aspoecki Wittmer, 1974
- Malthinus axillaris Kiesenwetter, 1852
- Malthinus aztecus
- Malthinus balteatus Suffrian, 1851
- Malthinus bandamensis Palm, 1975
- Malthinus baroniurbani
- Malthinus basantapurensis
- Malthinus bengalensis
- Malthinus bezdeki
- Malthinus bhaumiki
- Malthinus bicoloriceps
- Malthinus biglianii Fiori, 1915
- Malthinus biguttatus (Paykull, 1800)
- Malthinus bilineatus Kiesenwetter, 1852
- Malthinus bitincticollis
- Malthinus brancuccii Wittmer, 1978
- Malthinus brunneomarginatus
- Malthinus brunneus
- Malthinus bulgaricus Svihla, 1990
- Malthinus byzantinus
- Malthinus campbelli
- Malthinus cartennaeensis
- Malthinus cartwrighti
- Malthinus caucasicus
- Malthinus centrolineatus
- Malthinus chiapasensis
- Malthinus cincticollis Kiesenwetter, 1865
- Malthinus complexus
- Malthinus cordobensis Wittmer, 1971
- Malthinus cornutus
- Malthinus corsicanus Constantin, 1975
- Malthinus corylicus
- Malthinus coxalis
- Malthinus crassifemur
- Malthinus crenaticeps
- Malthinus crenulatomimus
- Malthinus crenulatus
- Malthinus creticus Wittmer, 1971
- Malthinus cristobalensis
- Malthinus croceicollis Wollaston, 1862
- Malthinus cruzensis
- Malthinus dalmatinus Pic, 1902
- Malthinus danielssoni Wittmer, 1995
- Malthinus deceptor Baudi, 1893
- Malthinus dentatofemoralis
- Malthinus dentipes
- Malthinus depauperatus Wollaston, 1862
- Malthinus devillei Abeille de Perrin, 1898
- Malthinus diffusus Kiesenwetter, 1865
- Malthinus dimorphus Wittmer, 1935
- Malthinus dogueti
- Malthinus dromioides Bourgeois, 1885
- Malthinus dryocoetes Rottenberg, 1870
- Malthinus elbursensis
- Malthinus emboeicus
- Malthinus emeiensis
- Malthinus espadanensis Wittmer, 1981
- Malthinus euboeicus Wittmer, 1974
- Malthinus evidentissimus
- Malthinus facialis C.G.Thomson, 1864
- Malthinus fasciatus (Olivier, 1790)
- Malthinus fenchihuensis
- Malthinus fereniger
- Malthinus filiformis
- Malthinus flaveoloides
- Malthinus flaveolus (Herbst, 1786)
- Malthinus foliiformis Wittmer, 1975
- Malthinus forcepiformis Wittmer, 1978
- Malthinus frantiseki
- Malthinus freyi
- Malthinus frontalis (Marsham, 1802)
- Malthinus fuerteventurensis Palm, 1975
- Malthinus furcatus
- Malthinus ganglbaueri Wittmer, 1974
- Malthinus garganicus Fiori, 1915
- Malthinus geigei Wittmer, 1971
- Malthinus geniculatus Kiesenwetter, 1859
- Malthinus glabellus Kiesenwetter, 1852
- Malthinus graecus Wittmer, 1986
- Malthinus gratiosus Pic, 1901
- Malthinus guggenheimi
- Malthinus gyalpo
- Malthinus hetiticus
- Malthinus hidalgensis
- Malthinus hoabinensis
- Malthinus hofferi
- Malthinus horaki
- Malthinus hottingeri
- Malthinus howdeni
- Malthinus ikauensis
- Malthinus ilisicus Wittmer, 1974
- Malthinus impressithorax
- Malthinus interruptus
- Malthinus insignipes Pic, 1907
- Malthinus ionicus Pic, 1901
- Malthinus israelsoni Palm, 1975
- Malthinus jacalaensis
- Malthinus jordanicus
- Malthinus kadleci
- Malthinus kafkai Svihla, 2002
- Malthinus kaschmirensis
- Malthinus kaszabi
- Malthinus kiesenwetteri Brisout, 1863
- Malthinus kraatzi Pic, 1900
- Malthinus kumejimensis
- Malthinus lacteifrons Marseul, 1878
- Malthinus laevicollis Kiesenwetter, 1859
- Malthinus langtangensis
- Malthinus lasistanicus
- Malthinus lasithiensis
- Malthinus laticollis Pic, 1900
- Malthinus libenae
- Malthinus limbaticollis
- Malthinus lindbergi Palm, 1975
- Malthinus lituratus Motschulsky, 1853
- Malthinus longicornis Kiesenwetter, 1865
- Malthinus lopchuensis
- Malthinus lundbergi
- Malthinus madoniensis Svihla, 2002
- Malthinus magisi
- Malthinus magniceps
- Malthinus magnioculatus
- Malthinus malkini Wittmer, 1986
- Malthinus malthodinoides
- Malthinus manaliensis
- Malthinus mandli
- Malthinus marashensis
- Malthinus marginicollis Ganglbauer, 1906
- Malthinus maspalomensis Palm, 1975
- Malthinus medianus
- Malthinus mediterraneus
- Malthinus membranaceus
- Malthinus mesopotamicus
- Malthinus mexicanus
- Malthinus mimosinensis
- Malthinus mineti
- Malthinus minimus Palm, 1975
- Malthinus moravicus Svihla, 1997
- Malthinus mraceki
- Malthinus muchei
- Malthinus muehlei
- Malthinus multimaculatus
- Malthinus multinotatus Pic, 1929
- Malthinus multispinosus
- Malthinus mutabilis Wollaston, 1862
- Malthinus nabataeicus
- Malthinus nakanishii
- Malthinus nankingensis
- Malthinus neapolitanus Pic, 1905
- Malthinus neglectus Palm, 1975
- Malthinus nigerrimus Constantin, 1975
- Malthinus nigrescens Palm, 1975
- Malthinus nigricolor
- Malthinus oaxacaensis
- Malthinus obscuripes Kiesenwetter, 1866
- Malthinus ohbai
- Malthinus olympiacus Wittmer, 1974
- Malthinus ornatus Rosenhauer, 1856
- Malthinus pallidipes Fairmaire, 1884
- Malthinus palingensis
- Malthinus pamphylicus
- Malthinus panachaicus Wittmer, 1974
- Malthinus panamensis
- Malthinus parallelus Wittmer, 1974
- Malthinus parnassicus Wittmer, 1974
- Malthinus paulocrassus
- Malthinus paulomaculatus
- Malthinus peyerimhoffi
- Malthinus planus
- Malthinus plicatus
- Malthinus prudeki
- Malthinus pseudobiguttatus Constantin, 1975
- Malthinus pseudoflaveolus
- Malthinus pseudointerruptus
- Malthinus pseudoreflexus Svihla, 1994
- Malthinus pseudoscriptus Wittmer, 1971
- Malthinus pueblensis
- Malthinus quadratipennis
- Malthinus ramamensis
- Malthinus rauschi
- Malthinus reflexus Wittmer, 1974
- Malthinus ressli
- Malthinus rhaphidiceps Kiesenwetter, 1852
- Malthinus robusticornis
- Malthinus robustus Motschulsky, 1853
- Malthinus rubricollis Baudi, 1859
- Malthinus rufifrons (Motschulsky, 1859)
- Malthinus rydhi
- Malthinus saltoensis
- Malthinus samsunicus
- Malthinus sanpedroensis Wittmer, 1971
- Malthinus scapularis Marseul, 1877
- Malthinus schmidi
- Malthinus schoeni Svihla, 2002
- Malthinus scriptipennis Pic, 1900
- Malthinus scriptoides Wittmer, 1971
- Malthinus scriptus Kiesenwetter, 1852
- Malthinus scutellaris Rosenhauer, 1856
- Malthinus seriepunctatus Kiesenwetter, 1851
- Malthinus setulosus
- Malthinus sexpustulatus
- Malthinus sicanus Kiesenwetter, 1871
- Malthinus simplicipes Pic, 1899
- Malthinus sordidus Kiesenwetter, 1871
- Malthinus spinifer
- Malthinus ssulingensis
- Malthinus stanislavi
- Malthinus stemmleri
- Malthinus stigmatus Kiesenwetter, 1866
- Malthinus strangulatus
- Malthinus swaneticus
- Malthinus swatensis
- Malthinus tadzhikistanicus
- Malthinus taiwanoniger
- Malthinus taiwanus
- Malthinus tantricus
- Malthinus temperei Constantin, 1975
- Malthinus texanus
- Malthinus texpanensis
- Malthinus tlanchinolensis
- Malthinus trinotaticeps Pic, 1951
- Malthinus turcicus Pic, 1899
- Malthinus turcmenicus
- Malthinus uniformis
- Malthinus versatilis Delkeskamp, 1939
- Malthinus verticalis Pic, 1930
- Malthinus vitellinus Kiesenwetter, 1865
- Malthinus vixlimbatus
- Malthinus vonschulthessi
- Malthinus walteri
- Malthinus wewalkai Wittmer, 1980
- Malthinus wittmeri Švihla, 1998
- Malthinus yangmingensis
- Malthinus yunnanus
- Malthinus zahradniki